# تريفور فيهرمان
تريفور فيهرمان (بالإنجليزية: Trevor Fehrman)‏ هو ممثل أمريكي، ولد في 14 يوليو 1981 بساوث سانت بول في الولايات المتحدة.

## وصلات خارجية
- تريفور فيهرمان على موقع IMDb (الإنجليزية)
- تريفور فيهرمان على موقع ألو سيني (الفرنسية)
- تريفور فيهرمان على موقع أول موفي (الإنجليزية)
- تريفور فيهرمان على موقع قاعدة بيانات الأفلام السويدية (السويدية)
- تريفور فيهرمان على موقع قاعدة بيانات الفيلم (الإنجليزية)
- تريفور فيهرمان على موقع كينوبويسك (الروسية)